# Girolama Mazzarini
Girolama Mazzarini, také Geronima Mazzarini (5. prosince 1614 – 29. prosince 1656), byla sestrou kardinála Mazarina, francouzského ministra na počátku vlády francouzského krále Ludvíka XIV. Jejími dcerami byly známé Manciniovy sestry, kterým se s jejich dvěma sestřenicemi u francouzského dvora říkalo „Mazarinetky“.

## Život
Geronima se narodila v Římě jako dcera Pietra Mazzarina a Ortensie Bufalini.
6. srpna 1634 se Geronima provdala za italského aristokrata, barona Lorenza Manciniho (1602–1650), syna Paola Lucia Manciniho a Vittorie Capoccii. Její manžel byl znám jako nekroman a astrolog.
Měli spolu deset dětí:
- Laura Mancini (1636–1657), ⚭ 1651 Ludvík, vévoda z Vendôme (1612–1669)
- Paul Jules Mancini (1636–1652 nebo 1654)
- Olympie Manciniová (1638–1708), ⚭ 1657 Evžen Mořic Savojský (1635–1673)
- Marie Mancini (1639–1715), ⚭ 1661 Lorenzo Onofrio Colonna (1637–1689)
- Filip Jules Mancini (1641–1707), vévoda z Nevers, ⚭ 1670 Diana Gabriela Damas de Thianges (1656–1715)
- Markéta Manciniová (1643–?)
- Alfons Mancini (1644–1658)
- Hortenzie Mancini (1646–1699), ⚭ 1661 Armand Charles de La Porte de La Meilleraye (1632–1713)
- Anna Manciniová (1647–?)
- Marie Anna Mancini (1649–1714), ⚭ 1662 Godefroy Maurice de La Tour d'Auvergne (1636–1721), vévoda z Bouillonu

## Vdovství
Po manželově smrti v roce 1650 odešla Geronima s dětmi z Říma do Paříže, kde doufala, že jí její vlivný bratr kardinál Mazzarin pomůže najít vhodná manželství pro její děti.
Zemřela v Paříži v roce 1656.